# Thomas Seymour
Thomas Seymour, vanaf 1547 Thomas Baron Seymour of Sudeley geheten (?, circa 1508 – Londen, 20 maart 1549), was een Engels edelman, legeraanvoerder, diplomaat en politicus.
Seymour was de vierde zoon van John Seymour of Wolf Hall, Wiltshire, en was de jongere broer van Edward Seymour, de eerste hertog van Somerset. Hun zuster Jane Seymour was vanaf 1536 de derde echtgenote van koning Hendrik VIII van Engeland. Een andere zuster, Elizabeth, huwde met de zoon van Thomas Cromwell.
Seymours contacten verzekerden hem van een snelle carrière. Hij won de gunst van de koning, die hem grond schonk, hem een functie in de koninklijke huishouding verschafte, en hem met diplomatieke missies in het buitenland belastte.
Van 1540 tot 1542 verbleef Seymour in Wenen en vanaf 1543 in de Nederlanden, waar hij zich onderscheidde in de oorlog tegen Frankrijk en korte tijd opperbevelhebber van de Engelse troepen was. In 1544 werd hij voor de rest van zijn leven benoemd tot Master of the Ordnance en enige maanden later werd hij tot Admiral of the Fleet benoemd. Zijn taak was de verdediging van Het Kanaal tegen een eventuele Franse invasie.
Hendrik VIII noemde Seymour in zijn testament en zou hebben bepaald, dat Seymour in de erfelijke adelstand (peerage) werd verheven. Dit geschiedde in februari 1547. Seymour werd tot baron Seymour of Sudeley verheven en werd tot Lord High Admiral benoemd.
Vanaf deze tijd hield Seymour zich voornamelijk met intriges tegen zijn broer Edward the protector bezig, omdat hij jaloers was op diens macht. Hij streefde ernaar zijn broer op te volgen als voogd van hun neef, de jonge koning Eduard VI, en trachtte dit doel door verschillende huwelijksplannen te bereiken. Hendrik VIII was nauwelijks overleden toen Seymour al probeerde de prinses en latere koningin Elizabeth te huwen. Nadat dit was mislukt trouwde hij in het geheim met Catharina Parr, de weduwe van de koning. Al in 1543 had hij geprobeerd haar hand te winnen; destijds tevergeefs. Hij probeerde ook bij koning Eduard in de gunst te raken en stelde een huwelijksverbintenis van de koning met Jane Grey voor.
Seymour zocht contact met piraten aan de westkust om zich van hun steun te verzekeren, hoewel het eigenlijk zijn taak als Lord High Admiral was om hen in toom te houden. Toen de protector in de zomer van 1547 Schotland binnenviel, steunde hij tijdens diens afwezigheid de oppositie tegen de autoriteit van de protector. Nadat zijn vrouw in september 1548 was overleden, probeerde hij opnieuw prinses Elizabeth voor zich te winnen.
Edward Seymour probeerde tevergeefs om zijn jongere broer te behoeden. In januari 1549 werd Thomas Seymour gearresteerd en in de Tower opgesloten. Hij werd schuldig bevonden aan verraad en werd op 20 maart 1549 geëxecuteerd.
Na zijn dood verviel zijn vermogen, inclusief de nalatenschap van zijn vrouw, aan de kroon. Zijn dochter Mary uit zijn huwelijk met Catharina Parr schijnt al op tweejarige leeftijd te zijn overleden. Ze verdwijnt op dat moment uit de historie.
- Gemeinsame Normdatei: 1011543060
- International Standard Name Identifier: 0000 0001 1934 9147
- Library of Congress Control Number: n2001028688
- Nationale Bibliotheek van Israël: 987007415106205171
- Virtual International Authority File: 58421659
- WorldCat: E39PBJrKXKk6RyRKQh4ppRrwmd